# زوران وولیچ
زوران وولیچ (کرواتی: Zoran Vulić; زادهٔ ۴ اکتبر ۱۹۶۱) بازیکن فوتبال بازنشستهٔ اهل کرواسی است. از باشگاه‌هایی که در آن بازی کرده‌است می‌توان به هایدوک اسپلیت، نانت و رئال مایورکا اشاره کرد. وی همچنین در تیم ملی فوتبال کرواسی بازی کرده‌است.